# Tavola (Prato)
(Maledetti toscani, Curzio Malaparte)

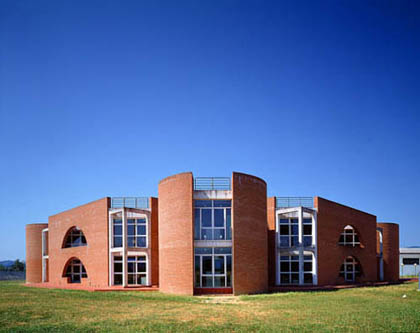
Scuole elementari di Tavola

Tavola è una frazione di Prato, ricadente nella circoscrizione sud del comune.

## Origini e storia
Il nome di Tavola fu dato alla frazione, con tutta probabilità, per il suo territorio pianeggiante (dal latino tabula = terreno pianeggiante).
La parrocchia di Tavola nasce dal distacco di parte del territorio appartenente alla pieve di San Giusto. Nell'anno 1284 quella piccola comunità viene ad essere riconosciuta come entità, comunità con una propria identità.
La costruzione della prima chiesa in Tavola viene dedicata dal popolo a Santa Maria Maddalena.
Nasce così la parrocchia, assoggettata alla pieve di San Giusto ma riconosciuta poi dal Comune di Prato come villa, cioè frazione con un proprio territorio ed una propria autonomia amministrativa.
Il primo rettore della parrocchia di Tavola fu Ser Benuccio, presbitero, che vi rimase fino al 1292. Con lui iniziò il cammino religioso e sociale dei tavolesi.
In passato il territorio di Tavola appariva poco ospitale, con piccoli corsi d'acqua, gore, zone paludose, acquitrini e terreni faticosamente resi coltivabili.
Dei bisogni che la frazione di Tavola ha avuto nel passato, sia per problemi ambientali che di Pubblica Amministrazione si riporta alcuni passaggi significativi tratti dal "Memoriale dei Consiglieri Campagnoli" inviato al Sindaco di Prato il 16 luglio del 1906.
Eletti nei Comizi Generali Amministrativi dell'11 marzo del 1906 per patrocinare, in special modo, il miglioramento dei pubblici servizi nella campagna in genere e nelle singole borgate in specie, noi riteniamo nostro dovere di esporre alla S.V.Ill. ma quali siano i bisogni urgenti di cu la popolazione rurale attende il soddisfacimento... E col prossimo bilancio del 1907 iniziare una serie di provvedimenti atti ad appagare i legittimi desideri delle frazioni rurali... Molte delle antiche Ville del nostro Comune sono a poco a poco trasformate non solo in Villaggi, ma in Borghi o Paesi...
Titolo I
7. Locali scolastici. Vari locali di scuole di campagna sono insufficienti addirittura per capacità e deficienti dal lato igienico; la necessità quindi di ampliare e di restaurare alcune scuole fra le quali quelle di Schignano e di Narnali, e di costruire nuovi locali per la scuola di Vaiano e di Tavola...
Titolo II
3. Lavatoi, fogne e fosse nell'abitato. Nelle borgate maggiori dove non esistono lavatoi pubblici necessita la costruzione dei medesimi. Bisogna quindi costruirne uno a Vaiano, uno a Tavola ed uno a Iolo...
Titolo III
3. Costruzione, riparazione e demolizione di muri.In Tavola di faccia alle Case nuove scorre una gora assai profonda che rappresenta un pericolo per la pubblica incolumità...
Perciò sarà utile la costruzione di muri a parapetto o paracarri nelle dette località come pure a S.Giusto in luogo detto Pontalto ed a Figline sulla Bardena, ed infine in Tavola in luogo detto Casini, di faccia all'abitazione Bettazzi.
6. Gore e fosse stradali. In alcune località del Comune le fosse stradali in tempo di piena allagano le strade con danno alla viabilità... Dovrà ripararsi all'inconveniente nel miglior modo possibile...»

## Ombrone Pistoiese
Nella parte sud, Tavola è lambita dal fiume Ombrone Pistoiese, che fa anche da confine fra Prato, Quarrata, Poggio a Caiano e Carmignano. Questo fiume ha creato non pochi problemi all'abitato, per le sue piene straripanti, le sue inondazioni: basti ricordare la più recente, quella del 4 novembre 1966 che provocò danni ingenti agli edifici ed all'economia di Tavola.

### Alluvione del 1966 a Tavola
Gli allagamenti nella zona di Tavola cominciano nella notte tra giovedì 3 e venerdì 4. Verso le due i vigili del fuoco e le altre forze di polizia avvertono che la situazione comincia a peggiorare, poco prima delle sette del 4 novembre in località Ponte a Tigliano l'Ombrone rompe gli l'argine sinistro per una lunghezza di circa 100 metri. Contemporaneamente rompono il torrente Stella, il fosso di Iolo e il Calice. nel pomeriggio tra di venerdì la situazione si fa critica per Tavola. Le correnti dell'Ombrone e del Bisenzio incontrandosi grosso modo nella zona di S.Piero a Ponti, si spostano lentamente ma in modo tremendo verso la zona di Tavola. alle quindici di venerdì via G.Braga è divenuta un vero e proprio torrente: in certi punti l'acqua supera i quattro metri. Le cascine di Tavola sono completamente sommerse da un mare di acqua e fango. Centinaia di capi di bestiame rimangono uccisi, la visione per i primi soccorsi sarà spettrale: dal fango emergevano i corpi di centinaia di bovini spesso rimasti strozzati nelle inferriate delle stalle. Per far fronte a questa drammatica emergenza si tiene una riunione nel gabinetto del sindaco al termine della quale si ripartiscono gli interventi generali e tecnici fra i rappresentanti dell'amministrazione e i suoi funzionari.
Per gestire l'emergenza il territorio pratese viene diviso in quattro zone i cui responsabili sono: Assessore Ciasullo e consigliere Lucarini per Castelnuovo e Fontanelle, Assessore Mario Dini e Consigliere Jorio Borchi per Tavola, i consiglieri Bongini e borretti per S. Giusto a Colonica e i consiglieri Pacini e Pagnini per Iolo.
Durante i giorni dell'alluvione il popolo di Tavola dimostrò una incredibile forza di volontà, uno spirito di reciproca, totale e completa collaborazione con grande spirito di abnegazione e disponibilità per chi, colpito da questa tremenda calimità, avesse avuto bisogno di aiuto. L'unità di questo popolo, la sua caparbietà, fu certamente determinante per uscire dal fango e ricostruire velocemente tutto ciò che era stato distrutto dall'alluvione.

## Luoghi d'interesse

### Cascine di Tavola
Nella seconda metà del Quattrocento, il giovane Lorenzo de' Medici intraprese al Poggio a Caiano e nelle zone limitrofe un'intensa campagna di acquisti e di investimenti terrieri.
Lo scopo era quello di creare, accanto alla villa appena comprata e che avrebbe di lì a poco ricostruito ex novo, un vasto complesso unitario, formato da un'estesa tenuta agricola, le Cascine di Tavola, e da luoghi di svago e di delizia all'interno e all'esterno di essa.
Il progetto laurenziano prese presto forma nelle vaste terre per lo più incolte tra Tavola e Castelnuovo. A somiglianza delle tradizionali cascine di Lombardia, la fattoria ha pianta quadrangolare e si svolge attorno ad una vasta corte interna.
È circondata da un profondo fossato pieno d'acqua e da alti muri, che ai quattro vertici, in pianta, prendono la forma di altrettanti bastioni e in alzato formano quattro torrette angolari che ne ribadiscono l'aspetto di castelletto di pianura.
Il complesso delle cascine di Tavola è suddiviso in: Golf club "Le Pavoniere", maneggio e parco. Le entrate del parco sono due e sono situate in Tavola e Fontanelle.

### Macrolotto
Il Macrolotto è uno strumento di razionalizzazione del territorio dal punto di vista:
a) urbanistico: in quanto consente di predisporre aree attrezzate in cui svolgere l'attività produttiva senza compromettere vaste zone del territorio;
b) del traffico: in quanto attenua tensioni diffuse dotando un'area di funzionali collegamenti interni e con l'estero. Ricordiamo a tal proposito che saranno realizzate due importanti arterie che allenteranno il traffico di tutta la zona Sud-Est di Prato: l'asse dei servizi ed il collegamento tra la bretella con la Firenze-Livorno e via della Repubblica;
c) ambientale: in quanto si mettono a disposizione dell'area strutture di controllo ed abbattimento di effetti inquinanti che in una situazione diffusa come l'attuale sono di più difficile attuazione;
d) produttivo: in quanto si razionalizzano una serie di servizi (energia, approvvigionamenti, assistenza, ecc.) e se ne creano dei nuovi che nascono dalla sinergia di un gruppo elevato di aziende che vivono e lavorano a contatto di gomito.

## A.S.D. Tavola Calcio 1924
È una storica società calcistica pratese che ha sede a Tavola, la sua fondazione risale al 1924 quando il campo da giuoco era situato nella Cascine di Tavola e il nome originale era Juventus Football Tavola. Il miglior piazzamento, della storia recente, nei campionati F.I.G.C. risale alla S.S. 1989/1990 quando disputò, piazzandosi al terzo posto nel suo girone, il campionato di Promozione Toscana. Adesso la società può vantare oltre 250 tesserati che provengono dalle provincie di Prato, Firenze e Pistoia. Grande è stato il contributo della società alla formazione sportiva degli abitanti di Tavola, i quali nel corso degli anni hanno messo a disposizione mezzi e soldi con il fine che il sodalizio rossoverde potesse continuare a esistere. L'attuale sede è situata sulla principale arteria dell'abitato: Via Giulio Braga. Nella S.S. 2008/2009 partecipa al campionato di Prima Categoria Toscana inserita nel girone B.

## Vie di comunicazione

### Pista ciclabile
La pista ciclabile del territorio di Tavola parte dalle cascine e prosegue come segue: dall'entrata parco delle Cascine di Tavola in via della Fattoria si percorre via Pasquinelli e via Badiani. Attraversiamo, grazie ad una rotonda, la Tangenziale (Viale Sedici Aprile), per immetterci in via delle Risaie, percorriamo lungo via del Coderino fino a via Fonda di Iolo dove la pista sale sull'argine.